# Парк природе Рилски манастир
Парк природе Рилски манастир (буг. Природен парк „Рилски манастир“) један је од највећих паркова природе у Бугарској и простире се на површини од 252,532 km², у западном делу планине Рила на надморској висини између 750 и 2713 m. Стациониран је у општини Рила у Ћустендилској области и у оквиру њега налазе се шуме, планинске висоравни, алпска подручја и 28 глацијалних језера.
Са нешто више од милион посетилаца годишње спада у други најпосећенији парк природе у Бугарској, након парка природе Витоша.
Основан је 1992. године као део новоуспостављеног Националног парка Рила. Данас је већина парка у власништву манастира који се ту налази. Парк укључује један резерват природе, шумски резерват Рилски манастир, са површином од 36,65 km² односно 14% целе територије парка природе.
Парк спада под екорегион родопских планинских мешовитих шума, старог копненог подручја широколисних и мешовитих шума умерених предела. На простору парка обитавају 282 врсте маховине и 130 врста алги. Фауна укључује 52 врсте сисара, 122 врсте птица, 12 врста гмизаваца, 11 врста водоземаца, 5 врста риба, као и 2600 врста бескичмењака.
Парк је добио име по Рилском манастиру, културном и духовном центру, основаном за време Првог бугарског царства у 10. веку, од стране Јована Рилског. Манастир је од 1983. године део светске баштине Унеска.

## Управљање парком и историја власништва
Парком природе Рилски манастир руководи директорат са седиштем у граду Рила и потчињен је Извршној агенцији Министарства вода и животне средине Бугарске.
Дирекција спроводи државну политику управљања и контроле заштићеног подручја и контролише координацију између власника већег дела парка, Бугарске православне цркве и државних институција. Дирекција такође одржава екосистеме, биодиверзитет и подстиче еколошки прихватљив туризам.
Парк се налази унутар Међународне уније за заштиту природе, под категоријом V (заштићени пејзаж / морски пејзаж). Територија парка укључена је у Мрежу заштићених подручја природе Натура 2000.
Територија модерног парка је блиско повезана са Рилским манастиром, још од времена његовог настанка у 10. веку. Бугарски цар Јован Асен II и Коломан I Асен поклонили су манастиру земљиште, шуму и пашњаке у долини реке Рилске, као и у регионима Ћустендил, Благоевград, Мелник и Разлог. Цар Јован Шишман потврдио је манастирске привилегије и додатно повећао манастирско земљиште Рилском повељом којом су прецизиране тачне границе манастирског поседа.
Након ослобођења Бугарске од Османског царства 1878. године, територија савременог парка била је под надлежношћу Рилског манастира до 1937. године, када га је национализовала Влада Народне Републике Бугарске. Године 1997. Влада је усвојила законодавство којим се дозвољава враћање национализованих шума, а 2000. године обновљена су бивша имања манастира.

## Географија
Парк природе Рилски манастир стациониран је на планини Рила, на југозападу Бугарске, на око 120 km јужно од Софије. Налази се у централним и највишим деловима планине Рила, истоименој општини у Ћустендилској области. Обухвата западни део планине у сливу реке Рилске и Илице. Парк се налази на површини од 252,532 km².
До парка је могуће стићи путем III-107, који почиње путем I-1 у граду Кочеринову.

### Рељеф и геологија
Геолошку основу планине Риле чине метаморфне стене − гнајс, биотит, амфиболит и мермер, док се на североистоку налазе значајнија подручја изграђена од магматских стена, посебно од гранита и пегматита. Просечна надморска висина парка је 1750 м, а највиши врх је Рилец, који се налази на 2713 метара. Долина реке Рилске од Рибљег језера до Кирилове ливаде дели територију парка на два дела. Делови парка повезани су са главним орографским и хидрографским развођем Риле, врхом Канарата (2691 м), који је уједно и развође између црноморског и егејског слива. Глацијални рељеф је карактеристичан за највишу зону парка и датира из плеистоцена. За време глацијалног периода, границе трајног снежног покривача биле су на 2200 м надморске висине. Глечери су се истопили пре 10.000–12.000 година, а били су алпског типа и спустили се у долине до 1200–1300 m. Доказ о тој граници су бројне морене дуж реке Рилске на надморској висини од 1250 м.
Остаци глацијалног рељефа су бројна амфитеатрална удубљења која се налазе у глацијалним долинама реке Рилске и њених притока, и на чијем дну се углавном налазе језера, међу њима је и Рибље језеро, највеће глацијално језеро у Бугарској.

### Клима
Надморска висина и западна оријентација долина реке Рилске и Илеане до долине Струме имају значајан утицај на климу.
Нераван терен одређује значајну климатску разлику између регија са нижим и вишим надморским висинама у парку. Средња температура ваздуха у парку на 1175 метара надморске висине је –2.8 °C у јануару и +16 °C у јуну, са минималним и максималним температурама од –25 °C до +36 °C.
Средња годишња температура на надморској висини 2000-2500 м варира у интервалима од 0 до 5 °C, а у минусу је на висинама изнад 2500 m надморске висине. Парк природе Рилски манастири карактерише се честим наглим променама температуре ваздуха, а број дана са температурним инверзијама варира између 200 и 220 годишње.
Годишња количина падавина у нижим деловима парка износи 700–800 mm, на висинама од 1000–2200 m варира између 1050 и 1200 mm падавина, док су падавине на највишим деловима знатно мањег интензитета и учесталости.
Најсушнији месец је фебруар, а највише падавина има у мају и јуну. Годишње испаравање је 450–500 mm на надморској висини 800–1000 m и 350–400 mm на 1000–2200 m, што одређује позитиван водени биланс.
На вишим надморским висинама влажност ваздуха је 80-85% и пада на 30% у хладним и сувим зимским данима. Због великог броја падина у парку, стални снежни покривач се формира до средине децембра. Трајање снежног покривача на око 1200 м надморске висине је 160—180 дана и достиже 190—200 дана на вишим надморским висинама. У марту је дебљина снежног покривача 60–70 cm у доњим пределима парка, а може премашити 200 cm у алпијској зони. Топљење снега почиње током првих дана априла.
| Клима Рила                    | Клима Рила    | Клима Рила    | Клима Рила    | Клима Рила   | Клима Рила  | Клима Рила  | Клима Рила | Клима Рила  | Клима Рила | Клима Рила  | Клима Рила    | Клима Рила    | Клима Рила    |
| Показатељ \ Месец             | .Јан.         | .Феб.         | .Мар.         | .Апр.        | .Мај.       | .Јун.       | .Јул.      | .Авг.       | .Сеп.      | .Окт.       | .Нов.         | .Дец.         | .Год.         |
| ----------------------------- | ------------- | ------------- | ------------- | ------------ | ----------- | ----------- | ---------- | ----------- | ---------- | ----------- | ------------- | ------------- | ------------- |
| Апсолутни максимум, °C (°F)   | 7 (45)        | 3,4 (38,1)    | 12,1 (53,8)   | 13,7 (56,7)  | 12,6 (54,7) | 16,5 (61,7) | 20,0 (68)  | 18,7 (65,7) | 17 (63)    | 14 (57)     | 9,6 (49,3)    | 6,8 (44,2)    | 18,7 (65,7)   |
| Максимум, °C (°F)             | −8,2 (17,2)   | −7,6 (18,3)   | −5,6 (21,9)   | −1,6 (29,1)  | 2,5 (36,5)  | 7,0 (44,6)  | 10,0 (50)  | 10,2 (50,4) | 6,1 (43)   | 1,8 (35,2)  | −2,1 (28,2)   | −6,1 (21)     | 0,5 (32,9)    |
| Просек, °C (°F)               | −10,9 (12,4)  | −10,8 (12,6)  | −9,0 (15,8)   | −5,2 (22,6)  | −1,0 (30,2) | 4,3 (39,7)  | 6,8 (44,2) | 7,1 (44,8)  | 2,6 (36,7) | −1,0 (30,2) | −4,9 (23,2)   | −8,6 (16,5)   | −2,5 (27,5)   |
| Минимум, °C (°F)              | −13,8 (7,2)   | −13,6 (7,5)   | −11,6 (11,1)  | −7,8 (18)    | −3,4 (25,9) | 1,5 (34,7)  | 3,6 (38,5) | 4,1 (39,4)  | 0,2 (32,4) | −3,6 (25,5) | −7,3 (18,9)   | −11,0 (12,2)  | −5,2 (22,6)   |
| Апсолутни минимум, °C (°F)    | −30,6 (−23,1) | −29,8 (−21,6) | −26,8 (−16,2) | −20,6 (−5,1) | −15,6 (3,9) | −12 (10)    | −8 (18)    | −9,8 (14,4) | −14 (7)    | −17,5 (0,5) | −27,4 (−17,3) | −31,2 (−24,2) | −31,2 (−24,2) |
| Количина падавина, mm (in)    | 126 (4,96)    | 110 (4,33)    | 130 (5,12)    | 128 (5,04)   | 119 (4,69)  | 105 (4,13)  | 80 (3,15)  | 56 (2,2)    | 47 (1,85)  | 72 (2,83)   | 88 (3,46)     | 115 (4,53)    | 1,176 (46,3)  |
| Дани са кишом                 | 1             | 0             | 0             | 0            | 4           | 8           | 9          | 7           | 6          | 3           | 1             | 0             | 39            |
| Дани са снегом                | 13            | 14            | 17            | 18           | 14          | 5           | 2          | 1           | 4          | 8           | 13            | 15            | 124           |
| Сунчани сати — месечни просек | 114           | 112           | 140           | 127          | 168         | 181         | 250        | 250         | 182        | 169         | 128           | 104           | 1.925         |
| Извор: Stringmeteo.com        |               |               |               |              |             |             |            |             |            |             |               |               |               |

### Хидрологија
Подручје парка природе Рилски манастир једно је од три најважније планинске области у Бугарској и једно од најзначајнијих изворишта вода југозападне Бугарске. У парку се налази 28 глацијалних језера, стационираних на надморској висини од 2200 m. Она су извориште и исходиште бројних река и потока који чине Рилску реку, највећу реку парка, чија је дужина 51 km. Река Рилска се улива у Рибље језеро одакле даље отиче ка Струми преко које је повезана са Егејским морем. Укупан годишњи проток је око 241,9 милион m³ воде. Већина воде долази од притока смештених на северним падинама гребена, а и од снега који се акумулира у зимским месецима.
Већина језера у парку спадају у сливну зону реке Рилске — Рибље језеро, група од три језера која обухвата највеће глацијално језеро у Бугарској са површином од 21,2 хектара, запремином од 1,72 милиона m³ и дубином од 28 метара. У парку се налазе и Црно језеро, Ђавоље језеро (које обухвата више мањих језера), Манастирско језеро (обухвата три мања језера), Маринково и Мокро језеро. Подручје реке Илине обухвата четири Караомеричка језера, језеро Мраморец и језеро Каменица.

### Национални парк Рила
Национални парк Рила (буг. Национален парк „Рила“) је највећи национални парк у Бугарској са површином од 810,46 km² на планини Рила у југозападном делу земље. Основан је 24. фебруара 1992. године да би се заштитило неколико екосистема од националног значаја. Надморска висина парка се креће од 800 m у близини Благоевграда до 2925 m на врху Мусала, највишем врху на Балканском полуострву. У парку се налази око 120 глацијалних језера, укључујући и најпознатија Рилска језера. Неколико река извире у националном парку, укључујући и најдужу реку на Балкану, реку Марицу, и најдужу реку у Бугарској, реку Искар. Национални парк Рила, највећи је национални парк у Бугарској, а налази у централном и највишем региону планине Рила. У парку се налазе ретке и угрожене дивље врсте и заједнице, саморегулирајући екосистеми биолошке разноликости, као и историјски локалитети од глобалног културног и научног значаја. Име Рила потиче од трачанске речи „роула”, што значи "пуно воде".

### Рилска језера
Рилска језера налазе се испод планине Риле и припадају Парку природе Рилски манастир. Налазе се на надморској висини од 2.095 до 2.535 метара. Настала су као резултат ерозивних процеса у високим деловима планине Риле. Сва Рилска језера повезана су природним каналима. Ланац Рилских језера као такав најдужи је природни ланац у Бугарској.
Најстарија истраживања потичу из 1890. године. Истраживања језера вршио је српски научник и геолог Јован Цвијић, који је утврдио ледничко порекло језера.
Језера имају низак ниво минерализације и јако су засићена кисеоником.
- Караомеричко језеро
- Једно од седам Рилских језера
- Језеро Окото
- Језеро Близанац, највеће од свих Рилских језера
- Језеро Бубрег

## Биологија

### Екосистеми и станишта
Шумски екосистеми покривају 70% територије парка. Најниже зоне (800–1500 m) су обрасле густим буковим шумама у којима доминира европска буква, а нешто више су мешовите листопадне шуме јове, букве, граба и црног граба. Изнад ових екосистема налазе се мешовите листопадно-четинарске шуме у којима доминира локални ендемски рилски храст (Quercus protoroburoides), храст китњак, европска јела и бугарска јела (Abies borisii-regis).
Четинарски екосистеми се налазе на надморским висинама између 1300 и 2200 m и састоје се од европске смрче, молике, белог бора и јела. Секундарни екосистеми који замењују древне шуме смрче и бора покривају 5% парка и чине их јасика, бела бреза и леска.
Алпијски екосистеми покривају 20% површине парка на 2200–2500 m надморске висине, где доминира бор кривуљ. Друге врсте у овим екосистемима су Alnus viridis, Salix waldsteiniana, Juniperus communis, Chamaecytisus absinthioides и .
Травни екосистем се углавном састоји од вишегодишњих трава, као што су Elyna bellardii, Carex kitaibeliana, Salix retusa, мрежаста врба, Dryas octopetala и многе друге.
Парк природе Манастир Рила спада у родопске планинске мешовите шуме, екорегион широколисних и мешовитих шума умерених предела. Парк обухвата 85 станишта заснованих на методама Координације информација о животној средини, односно 21% свих природних станишта у Бугарској. Од њих, 37 се налазе искључиво у шумској зони, 34 у алпијској зони, а 14 се налазе у обе зоне.

### Флора
У парку је настањено 1400 врста васкуларних биљака укупно 38,88% свих на простору Бугарске. Највећи број врста је концентрисан у зонама четинара. Највећа концентрација врста налази се у шумском резервату Рилског манастира, у долинама реке Илине и Радовићке и у подножју Калиног врха. Најмање разнолика зона је Алпина, са 250-300 врста. У парку постоји 158 евроазијских врста, 135 циркумбореалних врста, 125 средњоевропских, 307 медитеранских и 123 ендемске врсте, укључујући 6 локалних, 27 бугарских и 90 балканских ендемских врста. Најчешће локалне ендемске врсте у парку су Primula deorun, Quercus protoroburoides, Jаsione bulgarica, Alopecurus riloensis,  и . Број реликтних врста је 110 или 7,86% васкуларне флоре парка, укључујући 77 глацијалних и 33 терцијарне врсте. У Црвену књигу Бугарске уписано је 96 врста које се налазе у овом парку природе, а 14 њих је уписано и на Црвену листу IUCN-а.
У парку се налази 35 врста дрвећа, што је 32% од 109 врста дрвећа које се налазе у Бугарској. Четинарска шума чини 68,3% шума, док листопадне шуме чине 31,7% свих шума парка. Дистрибуција по врстама је следећа: европска буква – 21,6%, патуљасти планински бор – 17,4%, европска смрча – 16,7%, бели бор – 14,6%, сребрна и бугарска јела 12,7%, молика – 6,9%, храст китњак — 4,6%, бела бреза – 1,5%, обични јасен – 1,3%, Alnus incana 1,1% и остале врсте – 1,6%. Просечна старост шуме је 99 година, стогодишње шуме чине 53,7% укупне шумске зоне.
У парку су регистроване и 164 врсте маховина, a највеће концентрације маховине су уз реке Рилску и Илину, њихове притоке и на влажним ливадама у алпијској зони.
По попису, парк настањује 306 врста гљива, које су класификоване у 3 класе, 26 редова, 54 породице и 140 родова. Најчешћи ред гљива на простору парка је Agaricales, са 109 врста, а најразноврснија породица гљива је Tricholomataceae (62 врсте), Pussulaceae (40 врста), Cortinariaceae (31 врста), Coriolaceae (19 врста) и Boletaceae (15 врста).
Најзначајније врсте су Suillus sibiricus, која у Европи расте само у шумама Бугарске, Македоније, Шведске и на Алпима. Број јестивих гљива у парку је 38, укључујући велику печурку, Lactarius piperatus, Russula grisea, Suillus sibiricus, Lactarius piperatus, преснац, Russula olivacea и љубичастозелену красницу.
Заштићене биљне врсте у парку су: Geum bulgaricum, Ranunculus aquatilis, Fritillaria gussichiae, Anchusa davidovii, , , , , , Рrimula deorum, Viola orbelica, Quercus рrоtoruboroides,  и .

### Фауна
У парку природе Рилски манастир пописане су 202 врсте кичмењака и 52 врсте сисара. Овде живи и 15 врста слепих мишева, што је 50% свих врста ових сисара у целој Бугарској и 45% у Европи. Такође, парк настањује 20 врста малих сисара, као што су: бубоједи, двозупци и глодари. Од великих сисара у парку настањено је 13 врста звери и 4 врсте папкара. Најчешћи сисари у парку су : вук, обични шакал, риђа лисица, мрки медвед, јазавац, твор, видра, куна златица, куна белица, дивља мачка, дивља свиња, црвени јелен, срна и дивокоза.
Постоје 122 врсте птица у парку, а њих најмање 97 се гнезди на овом подручју. Птице грабљивице настањене на подручју парка су белоглави суп, црни лешинар, орао крсташ и патуљасти орао.
Парк је једно од два предела на свету где се гнезди крашки соко и птица руменка. Парк је такође важно гнездилиште птице љештарке, јаребице камењарке, великог тетреба, мале сове, гаћасте кукумавке, црне жуне, планинског детлића, мале мухарице и жутокљуне галице. Већина наведених врста има најмање 5% од укупног броја тих врста у Бугарској.
Пописано је 12 врста гмизаваца у парку, не укључујући грчку корњачу, чије је станиште изван парка у близини села Пастира. Највећа биоразноликост се налази у доњим зонама, где живи 10 врста гмизаваца, док се у шумском резервату унутар парка природе налази 5 врста гмизаваца.
У парку постоји велика популација смукова. Популације од националног значаја водоземаца су слепић, живородни гуштер, смукуља, шарка, планински мрмољак, жутотрби мукач и ливадска жаба
Водоземци су заступљени са 11 врста, са највишом разноликошћу у влажним листопадним шумама и шумским токовима. Парк природе Рилски манастир најважније је подручје за очување водоземаца на простору Бугарске.
Фауна бескичмењака је слабо проучавана. Постоји између 2475 и 2600 идентификованих врста, укључујући 1703 инсеката, али њихов број је процењен на 6500-7000 врста. Главна станишта бескичмењака у парку су шумски резерват Рила, подручје око Рибљег језера на истоку и природни резерват Калин, као и подручја око реке Радовићке и Буковог брда.
Укупно у парку постоји 96 ретких, 85 ендемских и 146 реликтних врста, 116 њих су укључене у светске или европске листе угрожених животиња. Неке угрожене врсте укључују тврдокрилце попут Calosoma sycophanta, Carabus intricatus, букове стрижибубе; мрежокрилце: Libelloides macaronius; мраве: Formica lugubris, Formica pratensis и Formica rufa; лептире: аполон, Parnassius mnemosyne, мочварни шаренац, Polyommatus eroides, велика модра прељевица, шарени ливадар, Erebia rhodopensis, ускршњи лептир, Melitaea trivia, Limenitis populi, Colias caucasica и многе друге.

## Културно и историјско наслеђе
Главни архитектонски споменик у парку је Рилски манастир, који се налази на 1147 метара надморске висине и део је Унескове светске баштине од 1983. године.
Манастир се сматра културним и духовним центром Бугарске. Својом архитектуром и фрескама манастир Рила представља ремек-дело и знатно је утицао на архитектуру и естетику на подручју целог Балканског полуострва. Манастир је основао средњовековни монах Јован Рилски, током владавине Петра I Бугарског. За кратко време развио се у једну од главних колевки културе, књижевности и духовности, а богато је дониран од неколико бугарских владара. У 13. веку мошти Јована Рилског пребачене су у престоницу Велико Трново, али након пада Другог бугарског царства под османску владавину враћене су у манастир 1469. године. Манастир Рила остао је важан центар за ходочашће. У 18. веку постао је једно од главних чворишта бугарске националне ревитализације.
Манастирски комплекс покрива површину од 8.800 m² и састоји се од цркве, одбрамбеног торња и манастирских апартмана који окружују унутрашње двориште.
Спољашњи део комплекса личи на тврђаву са својим високим каменим зидовима и малим прозорима. Најстарија преживела структура је висока Хрељова кула од 23 метра која је изграђена у периоду 1334—1335. године по наређењу феудалног господара војводе Хреље. Кула са пет спратова садржи капелу посвећену Преображењу Господњем и украшене фреске из друге половине 14. века. Друге средњовековне зграде уништене су у пожару почетком 19. века. Црква Пресвете Богородице саграђена је 1833. године, осликана је спектакуларним фрескама на којима се налази резбарени дрвени иконостас, израђен 1842. године. Стамбени део садржи четири капеле, спаваћу собу, кухињу, библиотеку са 250 рукописа и 9.000 старих штампаних књига, као и донаторску собу.
Главни део манастирског музеја је Рафаилов крст, дрвени крст израђен од једног комада дрвета димензија 81×43 cm. Крст садржи 104 библијске сцене и 650 минијатурних фигура. Израдио га је монах по имену Рафаил. Цео процес трајао је 12 година, а монах је ослепео 1802. године када је посао завршен.

## Туризам и статистике
Туризам је најважнији сектор у парку и има највећи потенцијал да буде извор одрживог дохотка. Парк природе Манастир Рила је други најпосећенији парк природе у Бугарској након Витоше, која се налази поред Софије
Око 96% свих одраслих Бугара посетило је Рилски манастир најмање једном; од тога 60% је дошло више од два пута. Године 2008. парк је посетило 1.002.204 људи, од којих су око једне трећине били страни држављани.
Више од две трећине посетилаца долази у парк на један дан, без боравка преко ноћи, а око 90% туриста посети Рилски манастир. Половина туриста долази у јулу и августу.
Више од две трећине људи стиже путем III-107, јединим путем до парка, а остали долазе пешке из Националног парка Рила.
Најпопуларније туристичке руте кроз парк су Рилски манастир—Кирилова пољана—Мокро језеро—Кобилино браниште; Рилски манастир—Рибље језеро; Рилски манастир—Мајовица и Рилски манастир—Рилско језеро.

## Заштита подручја
Парк природе Рилски манастир оформљен је 1992. године као део новоуспостављеног Националног парка Рила. Управа Парка природе предвиђа посебне режиме и норме за обављање делатности на заштићеној територији. Забрањена је изградња било каквих објеката, осим оних предвиђених у Плану управљања, структурним и техничким плановима и пројектима. У парку је забрањен лов, али и сакупљање птичјих јаја.
У парку такође постоји ограничење испаше домаћих животиња, број и врста стоке за испашу се сваке године контролишу од стране шумарских јединица и инспекцијом за заштиту животне средине. Испаша је дозвољена само након издавања дозволе од стране шумарске јединице. На простору парка забрањено је обављање рударско-геолошких активности, сакупљање фосила и минерала.
Рилски манастир који се налази у оквиру истоименог парка природе, под заштитом је УНЕСКА од 1983. године.

## У популарној култури
- У јулу 2016. године издат је филм Жива шума (буг. Живата гора) у три дела, који говори о шумској педагогији, а сниман је у Парку природе Рилски манастир.[77]
- Филм Стогодишње шуме (буг. Вековните гори) о Парку Природе Рилски манастир објављен је 14. јула 2016. године, а емитован на Бугарској националној телевизији.[77]
- Мисија шума - тежак пут у будућност (буг. Мисия гора. Вековните гори), документарни филм о Парку природе Рилски манастир, објављен је у јулу 2016. године и емитован на Бугарској националној телевизији.[77]
- Документарни филм Како се борити против шумских пожара (буг. Как ще борим горските пожари) сниман је 2016. године на подручју Парка природе Рилски манастир и емитован на Бугарској националној телевизији.[77]
- Наша шума (буг. Нашата гора), филм о Парку природе Рилски манастир емитован је на Бугарској националној телевизији.[77]
- Документарни филм Заръката из 2016. године говори о природним добрима Бугарске, укључујући Парк природе Рилски манастир.[78]

## Галерија
- Поглед на манастир са Маљовишког брда
- Поглед са Елениног врха на парк
- Брзаци у парку
- Поглед са Кирилове пољане
- Парк зими

- Табла на уласку у парк природе
- Рилска гора у јесен
- Поглед из дворишта Рилског манастира